# Damir Ismagulov
Damir Ismagulov (Orenburg, 3 de fevereiro de 1991) é um lutador russo de artes marciais mistas, atualmente competindo no peso leve do Ultimate Fighting Championship.

## Carreira no MMA

### M-1 Global
Ismagulov se tornou o campeão peso leve do M-1 Global ao derrotar Maxim Divnich. Após defender o cinturão duas vezes, derrotando lutadores como Raul Tutarauli e Artem Damkovsky, ele assinou com o UFC.

### Ultimate Fighting Championship
Ismagulov fez sua estreia no UFC em 2 de dezembro de 2018 no UFC Fight Night: dos Santos vs. Tuivasa contra Alex Gorgees. Ele venceu a luta por decisão unânime.
Ismagulov enfrentou Joel Álvarez em 23 de fevereiro de 2019 no UFC Fight Night: Blachowicz vs. Santos. He won the fight via unanimous decision.
Ismagulov enfrentou Thiago Moisés em 31 de agosto de 2019 no UFC Fight Night: Andrade vs. Zhang. Ele venceu por decisão unânime.

## Cartel no MMA
| Cartel no MMA   |             |           |
| 21 lutas        | 20 vitórias | 1 derrota |
| Por nocaute     | 9           | 0         |
| Por finalização | 1           | 0         |
| Por decisão     | 10          | 1         |

| Res.    | Cartel | Oponente                    | Método                  | Evento                                                 | Data       | Round | Tempo | Local             | Notas                                    |
| ------- | ------ | --------------------------- | ----------------------- | ------------------------------------------------------ | ---------- | ----- | ----- | ----------------- | ---------------------------------------- |
| Vitória | 20-1   | Rafael Alves                | Decisão (unânime)       | UFC Fight Night: Font vs. Garbrandt                    | 22/05/2021 | 3     | 5:00  | Las Vegas, Nevada |                                          |
| Vitória | 19–1   | Thiago Moisés               | Decisão (unânime)       | UFC Fight Night: Andrade vs. Zhang                     | 31/08/2019 | 3     | 5:00  | Shenzhen          |                                          |
| Vitória | 18–1   | Joel Álvarez                | Decisão (unânime)       | UFC Fight Night: Blachowicz vs. Santos                 | 23/02/2019 | 3     | 5:00  | Praga             |                                          |
| Vitória | 17–1   | Alex Gorgees                | Decisão (unânime)       | UFC Fight Night: dos Santos vs. Tuivasa                | 01/12/2018 | 3     | 5:00  | Adelaide          |                                          |
| Vitória | 16–1   | Artem Damkovsky             | Nocaute técnico (lesão) | M-1 Challenge 94: Ismagulov vs. Damkovsky              | 15/01/2018 | 1     | 3:53  | Orenburg          | Defendeu o Cinturão Peso Leve do M-1.    |
| Vitória | 15–1   | Raul Tutarauli              | Decisão (unânime)       | M-1 Challenge 88: Ismagulov vs. Tutarauli 2            | 22/02/2017 | 5     | 5:00  | Moscou            | Defendeu o Cinturão Peso Leve do M-1.    |
| Vitória | 14–1   | Rogério Matias da Conceição | Decisão (unânime)       | M-1 Challenge 85: Ismagulov vs. Karranca               | 10/11/2017 | 3     | 5:00  | Moscou            |                                          |
| Vitória | 13–1   | Maxim Divnich               | Nocaute técnico (socos) | M-1 Challenge 78: Divnich vs. Ismagulov                | 26/05/2017 | 5     | 4:47  | Orenburg          | Ganhou o Cinturão Peso Leve Vago do M-1. |
| Vitória | 12–1   | Morgan Heraud               | Nocaute técnico (socos) | M-1 Challenge 74: Yusupov vs. Puetz                    | 18/02/2017 | 3     | 1:31  | São Petersburgo   |                                          |
| Vitória | 11–1   | Rubenilton Pereira          | Decision (unanimous)    | M-1 Challenge 72: Kunchenko vs. Abdulaev 2             | 18/11/2016 | 3     | 5:00  | Moscou            | Luta da Noite.                           |
| Vitória | 10–1   | Ilias Chyngyzbek            | Decisão (unânime)       | Naiza Fighter Championship 6                           | 16/09/2016 | 5     | 5:00  | Aktau             |                                          |
| Vitória | 9–1    | Raul Tutarauli              | Nocaute técnico (socos) | M-1 Challenge 66: Nemkov vs. Yusupov                   | 27/05/2016 | 3     | 3:49  | Orenburg          | Luta da Noite.                           |
| Vitória | 8–1    | Vyacheslav Ten              | Finalização (mata-leão) | M-1 Challenge 65: Emeev vs. Falcao                     | 08/04/2016 | 1     | 2:31  | São Petersburgo   |                                          |
| Vitória | 7–1    | Gennady Sysoev              | Nocaute técnico (socos) | Scythian Gold: MMA Fight Night                         | 04/03/2016 | 3     | 1:22  | Orenburg          |                                          |
| Vitória | 6–1    | Javier Fuentes              | Nocaute técnico (socos) | OMMAF: Scythian Gold 2015                              | 21/11/2015 | 1     | N/A   | Orenburg          |                                          |
| Derrota | 5–1    | Ramazan Esenbaev            | Decisão (unânime)       | M-1 Challenge 61: Battle of Narts                      | 20/09/2015 | 3     | 5:00  | Nazran            |                                          |
| Vitória | 5–0    | Pedro Eugenio Granjo        | Nocaute técnico (socos) | M-1 Challenge 59: Battle of Nomads 5                   | 03/07/2015 | 1     | 2:53  | Astana            | Ismagulov não bateu o peso.              |
| Vitória | 4–0    | Sergei Andreev              | Decisão (unânime)       | M-1 Challenge 57: Battle in the Heart of the Continent | 02/05/2015 | 3     | 5:00  | Orenburg          |                                          |
| Vitória | 3–0    | Faud Aliev                  | Decisão (unânime)       | Kazakhstan MMA Federation: Battle of Nomads 3          | 11/04/2015 | 3     | 5:00  | Oral              |                                          |
| Vitória | 2–0    | Eldar Magomedov             | Nocaute técnico (socos) | Kazakhstan MMA Federation: Battle of Nomads 2          | 30/11/2014 | 1     | 4:32  | Almaty            |                                          |
| Vitória | 1–0    | David Bácskai               | Nocaute técnico (socos) | OMMAF: Scythian Gold 2014                              | 18/10/2014 | 1     | 3:57  | Orenburg          | Estreia nos Leves.                       |